# HD 91437
HD 91437，又名CD-43 6347，SAO 222129、HR 4139，是一颗恒星，视星等为5.91，位于銀經278.49，銀緯11.56，其B1900.0坐标为赤經10h 28m 16.1s，赤緯-44° 11.56′ 11″。